# آن بیونگ هونگ
آن بیونگ هونگ یا آن بیونگ هون (کره‌ای: 안병훈; لاتین‌نویسی اصلاح‌شده: An Byeong-hun,安秉勳 زادهٔ ۶ اکتبر ۱۹۴۰) دوچرخه‌سوار اهل کره جنوبی است.